# Arno Hamburger

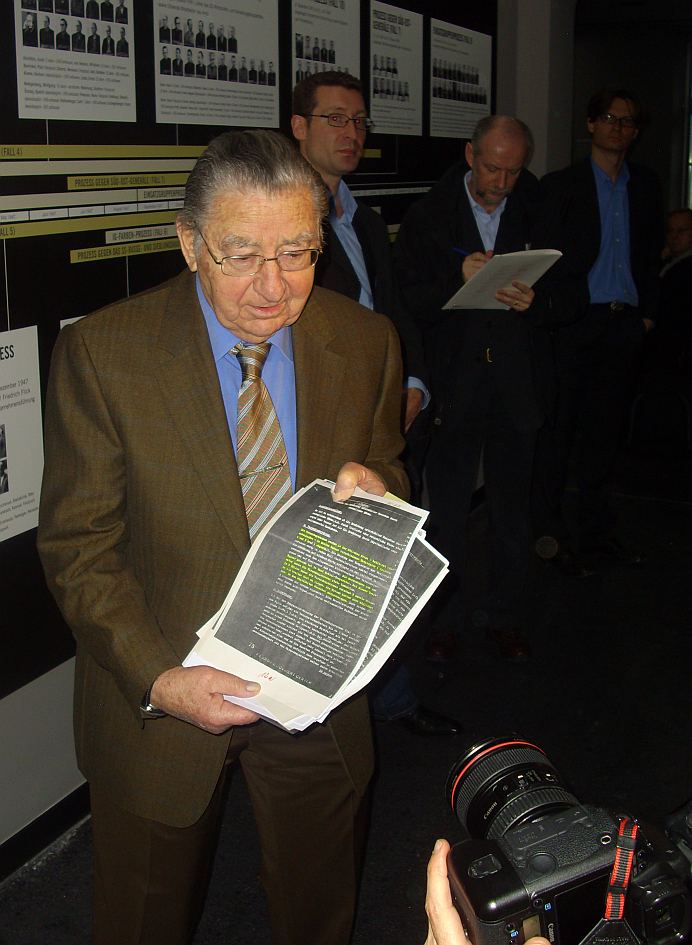
Anlässlich der Eröffnung der Dauerausstellung Memorium Nürnberger Prozesse am 20. November 2010 präsentiert Arno Hamburger Reproduktionen einiger Prozessakten.

Arno Siegfried Hamburger (geboren am 15. Februar 1923 in Nürnberg; gestorben am 26. September 2013) war ein deutscher Politiker (SPD) und seit 1972 mit einer Unterbrechung Erster Vorsitzender der Israelitischen Kultusgemeinde in Nürnberg (IKGN) und Stadtrat.

## Leben
Arno Hamburger wuchs im Nürnberger Stadtteil St. Leonhard auf. Im August 1939 konnte er im Rahmen der Jugend-Alija über Italien nach Palästina emigrieren. Ab 1941 diente er in der britischen Armee und nahm später als Dolmetscher und Übersetzer an den Nürnberger Nachfolgeprozessen teil (ab 1. Oktober 1946). In dieser Zeit engagierte er sich auch stark in der Jugendarbeit in Nürnberg und beim Wiederaufbau einer demokratischen Gesellschaft.
Hamburger war seit 1972 für die SPD im Nürnberger Stadtrat. Er war Mitglied im Ältestenrat und arbeitete in mehreren Ausschüssen.
Von 1976 bis 1992 war er Vorsitzender des TuSpo Nürnberg. Unter seinem Vorsitz stiegen die Handballmänner drei Mal in die Handball-Bundesliga auf und sofort wieder ab.
Einige Verwandte von Hamburger wurden von den Nationalsozialisten deportiert. Eine Tante wurde im Alter von 29 Jahren in den Osten verschleppt. Die Großeltern waren im Vernichtungslager Sobibor und ein Onkel im KZ Mauthausen ermordet worden. Aufgrund seiner politisch exponierten Stellung wurde Arno Hamburger oft von Alt- und Neonazis angefeindet und beschimpft.
Aus Protest gegen die Verleihung des Bundesverdienstkreuzes an Felicia Langer gab Hamburger 2009 seine Bundesverdienstkreuze zurück.
Das Adolf-Hamburger-Heim, ein Senioren- und Pflegeheim in Nürnberg, ist nach seinem Vater benannt. Nach  Arno Hamburger ist eine Straße in Nürnberg benannt.

## Auszeichnungen

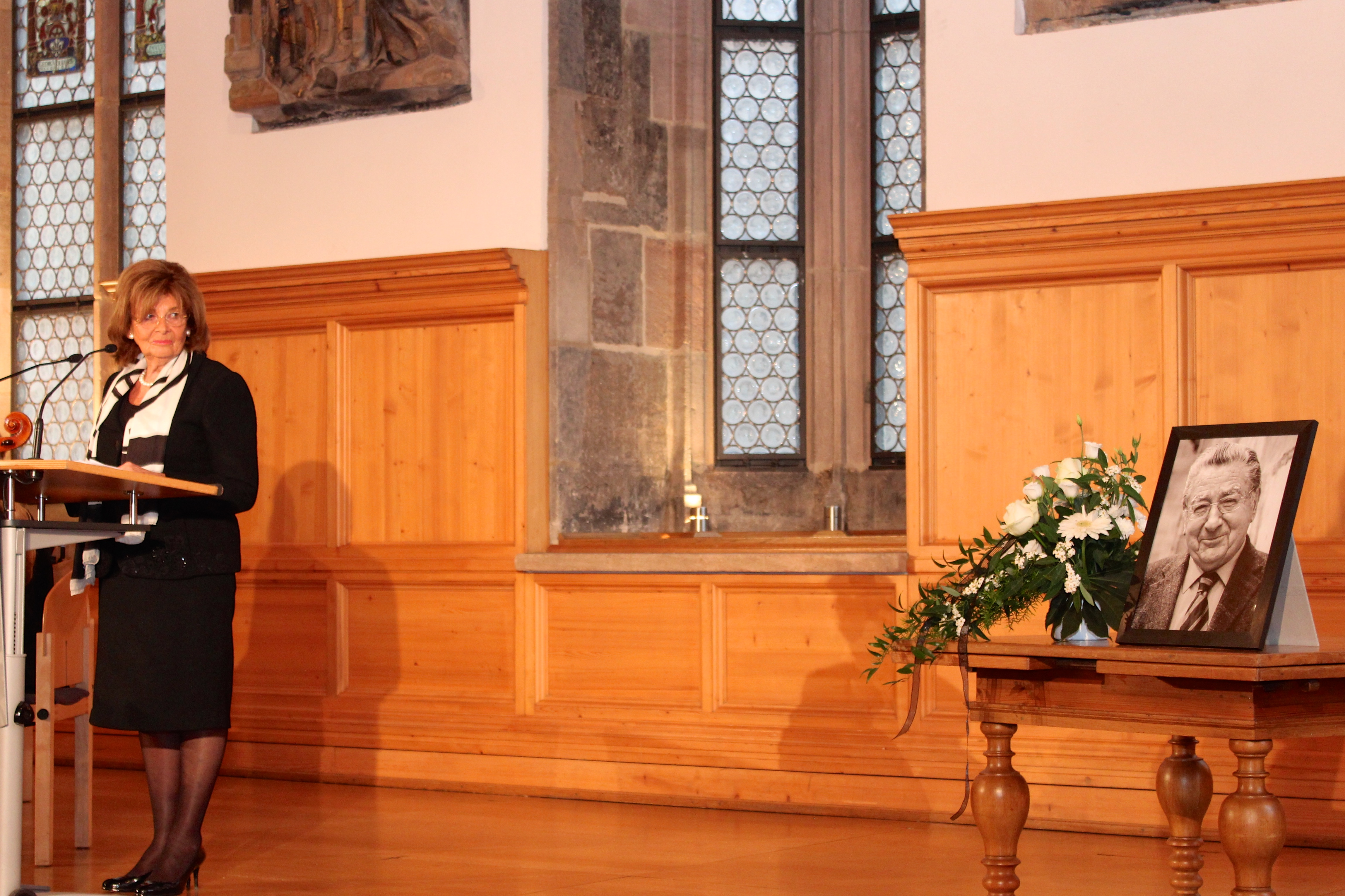
Bei der Trauerfeier der Stadt Nürnberg erinnert Charlotte Knobloch an Arno Hamburger.

- 1968: Bürgermedaille der Stadt Nürnberg
- 1980: Bundesverdienstkreuz am Bande (zurückgegeben)
- 1989: Bundesverdienstkreuz I. Klasse (zurückgegeben)
- 2003: Verdienstmedaille der Stadt Nürnberg
- 2008: DEMO-Kommunalfuchs 2008 der Sozialdemokratischen Gemeinschaft für Kommunalpolitik in der Bundesrepublik Deutschland e. V. (Bundes-SGK) und der SPD-Bundestagsfraktion für unermüdlichen Einsatz gegen Rechts
- 2009: Bayerische Verfassungsmedaille in Gold
- 2009: Bayerische Staatsmedaille für Verdienste um die Gesundheit
- Bayerischer Verdienstorden